# Waltjen Nr. I bis Nr. III
Drei Torpedodampfer wurden 1871 durch die Werft Waltjen & Co. in Bremen gefertigt. Diese erhielten anfangs die Nr. I bis Nr. III. Sie wurden von der Kaiserlichen Marine geordert, um Versuche mit Spierentorpedos durchzuführen.
Der verzinkte Rumpf der Waltjen´schen Spierentorpedoboote bestand aus Eisen und war als Querspantbau ausgebildet. Sie waren 14,6 m lang, 4,28 m breit und hatten einen Tiefgang von 1,26 m bei einer Verdrängung von 33 t.
Eine stehende 2-Zylinder-Einfachexpansionsmaschine trieb die Boote an, wobei ein mit Petroleum befeuerter Zylinderkessel mit 4 atü in einem separaten Kesselraum untergebracht war. Die Boote führten 1,8 t Öl als Brennstoffvorrat mit. Sie besaßen keine elektrische Anlage und konnten über ein Ruder navigiert werden. Das Deck war flach gewölbt und besaß einen Steuerstand mit Sehschlitzen. Ab etwa 1880 waren die Boote mit einem kurzen Mast ausgerüstet. Die im gleichen Zeitraum bei Devrient in Danzig gebauten Torpedodampfer Devrient Nr. I bis Nr. III waren im Vergleich zu diesen Booten etwas länger und schmaler.
Nach dem Stapellauf der Boote im Jahr 1871 wurden diese im gleichen Jahr in Dienst gestellt und ab September 1872 für Versuche mit den Spierentorpedos genutzt. Ab Mitte Dezember 1875 waren sie als Minenleger bei der Hafenverteidigung Wilhelmshaven eingesetzt. Hierfür erhielten sie die neuen Bezeichnungen W 1 bis W 3. Ab 1901 waren die Boote als F 1 bis F 3 beim Minendepot Friedrichsort eingesetzt. Im April 1906 wurden die drei Boote aus dem Verzeichnis der Kriegsschiffe entfernt. Ihr Verbleib ist unbekannt.